# Oostenrijk op de Olympische Winterspelen 1932
Tijdens de Olympische Winterspelen van 1932, die in Lake Placid (Verenigde Staten) werden gehouden, nam Oostenrijk voor de derde keer deel.

## Medailleoverzicht
| Sport       | Olympiër      | Discipline | Medaille |
| ----------- | ------------- | ---------- | -------- |
| Kunstrijden | Karl Schäfer  | mannen     | Goud     |
| Kunstrijden | Fritzi Burger | vrouwen    | Zilver   |

## Deelnemers en resultaten

### Bobsleeën
| Olympiër                               | Discipline                 | Resultaat | Prestatie                                       |
| -------------------------------------- | -------------------------- | --------- | ----------------------------------------------- |
| Hugo Weinstengl Johann Baptist Gudenus | 2-mansbob (m) Oostenrijk I | 12e       | 9.16,42 (2.23,83 / 2.21,82 / 2.16,19 / 2.14,58) |

### Kunstrijden
| Olympiër      | Discipline | Resultaat | Prestatie             |
| ------------- | ---------- | --------- | --------------------- |
| Karl Schäfer  | mannen     | Goud      | pc. 9; 2602,0 punten  |
| Fritzi Burger | vrouwen    | Zilver    | pc. 18; 2167,1 punten |

### Langlaufen
| Olympiër          | Discipline | Resultaat | Prestatie |
| ----------------- | ---------- | --------- | --------- |
| Harald Bosio      | 18 km (m)  | 21e       | 1:38.23   |
| Harald Paumgarten | 18 km (m)  | 29e       | 1:41.20   |
| Gregor Höll       | 18 km (m)  | 41e       | 1:55.18   |

### Noordse combinatie
| Olympiër          | Discipline | Resultaat | Prestatie                                                          |
| ----------------- | ---------- | --------- | ------------------------------------------------------------------ |
| Harald Paumgarten | mannen     | 18e       | 342,20 punten 18 km: 172,50 (1:41.20) schans: 169,70 (38,5+45,0 m) |
| Harald Bosio      | mannen     | 29e       | 298,70 punten 18 km: 186,00 (1:38.23) schans: 112,70 (49,5+49,5 m) |
| Gregor Höll       | mannen     | 33e       | 185,00 punten 18 km: 114,00 (1:55.18) schans: 71,00 (55,0+57,0 m)  |

### Schansspringen
| Olympiër          | Discipline | Resultaat | Prestatie                              |
| ----------------- | ---------- | --------- | -------------------------------------- |
| Harald Paumgarten | mannen     | 25e       | 163,4 punten (42,5+46,5 m)             |
| Harald Bosio      | mannen     | dnf       | (29,0) punten (53,0 m+niet gesprongen) |

België · Canada · Duitsland · Finland · Frankrijk · Groot-Brittannië · Hongarije · Italië · Japan · Noorwegen · Oostenrijk · Polen · Roemenië · Tsjecho-Slowakije · Verenigde Staten · Zweden · Zwitserland